# Manuel Nonídez
Manuel Nonídez García (Madrid, España, 1954) es un escritor contemporáneo. Es diplomado en contabilidad, aunque ejerce como informático en una empresa de su ciudad natal. Ha ganado diversos premios referentes a sus novelas. 

## Libros
- Érase una vez... (1993)
- Bartolo de Hormigos y sus amigos (1996). Novela infantil, Edelvives
- El lado oscuro de la luna (2000). Edelvives
- El mercurio, el azufre y la sal (2001).  Everest
- La cripta de los templarios (2003).  Pearson Alhambra
- Tres palmos de cuerda blanca (2004). Pearson Alhambra
- El perfume del diablo (Serie Albert Thomas) (2006). Pearson Alhambra
- En el nombre de los hombres (Serie Albert Thomas) (2007). Pearson Alhambra
- Everybody goes to Rick's (Colectivo Semana negra) (2007).
- Mortuus Liber (Serie Albert Thomas) (2008). Pearson Alhambra
- El aliento negro de dios (2008). Drakul[1]
- Frío de muerte (2010). Rey lear[2]
- El cementerio de las estrellas (2010).  Everest[3]

## Premios
- 1993  Premio Silverio Lanza de Relato Breve, por Érase una vez...
- 1994  Finalista Premio Ala Delta de Editorial Edelvives, por Bartolo de Hormigos y sus amigos.
- 1996  Premio La flauta mágica de Teatro breve de humor, por Palomas viejas.
- 2000  Premio Leer es vivir de Editorial Everest y el Exmo. Ayto. de León, por El mercurio, el azufre y la sal.
- 2003  2º Premio Fráter de Relato solidario, por Fruta de cera.
- 2005  Finalista del premio Leer es vivir, de Editorial Everest, por El perfume del diablo (Pearson, 2006).
- 2006  Premios Fráter de Relato solidario por Mano de santo y de poesía, por Rapsoda.
- 2007  Premio Drakul de novela, por El aliento negro de Dios.
- 2010  Premio Francisco García Pavón de Novela Negra, por Frío de muerte.[4]
- 2011  Premio Fráter Madrid de narrativa, por Mire, señoría...